# Corsia pyramidata
Corsia pyramidata ist eine blattgrünlose Pflanzenart aus der Familie der Corsiaceae. 

## Merkmale
Wie alle Arten der Gattung hat auch Corsia pyramidata die Photosynthese aufgegeben und bildet dementsprechend kein Chlorophyll mehr. Stattdessen lebt sie myko-heterotroph von einem Pilz.
Corsia pyramidata ist eine ausdauernde Pflanze, die nur zur Blütezeit oberirdisch wächst. Aus dem Rhizom sprießt dann ein bis zu 28 Zentimeter langer, rosafarbener bis dunkel-rotbrauner und zylindrischer Stängel. Das Blattwerk ist spitz, 9 bis 12 Millimeter lang, fünf- oder siebennervig. Die Tragblätter sind den Laubblättern gleich, aber stets siebennervig.
Die aufrechten Einzelblüten sind blasspurpurn mit dunkelpurpurnen Streifen, endständig und stehen an Blütenstielen, die 1 bis 2,5 Zentimeter lang sind. Von den sechs Blütenblättern (je drei Tepalen in zwei Blütenblattkreisen) sind fünf linealisch-eiförmig, spitz, 9 bis 14 Millimeter lang und 1,5 bis 2,5 Millimeter breit, dreinervig und glatt. 
Das oberste sechste, das sogenannte Labellum, ist hellrosa bis dunkel-rotbraun, eiförmig bis herzförmig, zugespitzt und stark vergrößert (10 bis 14 Millimeter lang und 9 bis 14 Millimeter breit), sein Ansatz ist herzförmig. Von der Mittelrippe gehen fünf Seitenrippen zu jeder Seite ab. Der Kallus ist gelb oder scharlachrot, pfeilspitzen- bis pyramidenförmig, 4 bis 5 Millimeter lang und 2,5 bis 3 Millimeter breit, spitz, an seiner Spitze hervorstehend, am Rand unregelmäßig gekerbt und verschmilzt an seinem Ansatz mit dem Ansatz des Labellums. Am Ansatz der Seitenrippen gehen 14 bis 16 papillöse, lamellenförmige Nebenkalli ab. 
Am Ansatz ist das Labellum direkt mit dem rund 0,5 Millimeter langen Gynostemium verwachsen. Die freien Staubfäden sind 1 Millimeter, die Staubbeutel 1,5 Millimeter lang. Der Fruchtknoten ist 8 bis 15 Millimeter lang. 

## Verbreitungsgebiet
Corsia pyramidata ist mehrfach auf Bergen der Salomoneninseln aufgesammelt worden, sowohl auf der Insel Guadalcanal wie auf Kolombangara zwischen 810 und 1830 Meter Höhe.

## Systematik
Corsia pyramidata wurde 1972 von Pieter van Royen erstbeschrieben und steht insbesondere Corsia haianjensis nahe. Sie wird wie diese in der Sektion Sessilis platziert, da das Labellum direkt mit dem Gynostemium verwachsen ist. 

## Nachweise
- Pieter van Royen: Sertulum Papuanum 17. Corsiaceae of New Guinea and surrounding areas. In: Webbia. 27: 223–255, 1972